# Asplenosorus × ebenoides
Asplenosorus × ebenoides là một loài dương xỉ trong họ Aspleniaceae. Loài này được R.R. Scott pro. sp. Wherry mô tả khoa học đầu tiên năm 1937.